# Idrottsföreningen Kamraterna Sundsvall
IFK Sundsvall é um clube de futebol da Suécia. Sua sede fica localizada em Sundsvália.